# Championnat de São Paulo de football
 (septembre 2024).
Si vous disposez d'ouvrages ou d'articles de référence ou si vous connaissez des sites web de qualité traitant du thème abordé ici, merci de compléter l'article en donnant les références utiles à sa vérifiabilité et en les liant à la section « Notes et références ».
Le  championnat de São Paulo de football, appelé Campeonato Paulista au Brésil, est le championnat de football de l'État de São Paulo. 
La première saison a été disputée en 1902. C’est le championnat le plus ancien et aussi le plus prestigieux au Brésil. Le club le plus titré est le SC Corinthians.

## Histoire
Charles William Miller, un Brésilien d'ascendance écossaise, est à l'origine de l'introduction au Brésil des règles du football, sport qu'il a pratiqué lors de sa scolarité en Angleterre. Sous son égide est créée le 14 décembre 1901 la Liga Paulista de Foot-Ball (LPF) regroupant cinq équipes locales (EC Germânia, SC Internacional, AA Mackenzie College, CA Paulistano et São Paulo AC) qui participeront alors au championnat d'État de Sao Paulo. La première édition, de cette compétition se tint d'avril à octobre 1902 et vit la victoire du São Paulo AC mené par son buteur Charles William Miller.

## Palmarès
| Année | Champion                                     |
| 1902  | São Paulo AC (1)                             |
| 1903  | São Paulo AC (2)                             |
| 1904  | São Paulo AC (3)                             |
| 1905  | CA Paulistano (1)                            |
| 1906  | EC Germânia (1)                              |
| 1907  | SC Internacional (1)                         |
| 1908  | CA Paulistano (2)                            |
| 1909  | AA das Palmeiras (1)                         |
| 1910  | AA das Palmeiras (2)                         |
| 1911  | São Paulo AC (4)                             |
| 1912  | SC Americano (1)                             |
| 1913  | SC Americano (2)                             |
| 1913  | CA Paulistano (3)                            |
| 1914  | SC Corinthians (1)                           |
| 1914  | AA São Bento (1)                             |
| 1915  | EC Germânia (2)                              |
| 1915  | AA das Palmeiras (3)                         |
| 1916  | SC Corinthians (2)                           |
| 1916  | CA Paulistano (4)                            |
| 1917  | CA Paulistano (5)                            |
| 1918  | CA Paulistano (6)                            |
| 1919  | CA Paulistano (7)                            |
| 1920  | SE Palmeiras (1)                             |
| 1921  | CA Paulistano (8)                            |
| 1922  | SC Corinthians (3)                           |
| 1923  | SC Corinthians (4)                           |
| 1924  | SC Corinthians (5)                           |
| 1925  | AA São Bento (2)                             |
| 1926  | SE Palmeiras (2)                             |
| 1926  | CA Paulistano (9)                            |
| 1927  | SE Palmeiras (3)                             |
| 1927  | CA Paulistano (10)                           |
| 1928  | SC Internacional (2)                         |
| 1928  | SC Corinthians (6)                           |
| 1929  | CA Paulistano (11)                           |
| 1929  | SC Corinthians (7)                           |
| 1930  | SC Corinthians (8)                           |
| 1931  | São Paulo da Floresta (1)                    |
| 1932  | SE Palmeiras (4)                             |
| 1933  | SE Palmeiras (5)                             |
| 1933  | CA Albion (1)                                |
| 1934  | SE Palmeiras (6)                             |
| 1934  | CA Juventus (1)                              |
| 1935  | Santos FC (1)                                |
| 1935  | Portuguesa de Desportos (1)                  |
| 1936  | SE Palmeiras (7)                             |
| 1936  | Portuguesa de Desportos (2)                  |
| 1937  | SC Corinthians (9)                           |
| 1938  | SC Corinthians (10)                          |
| 1939  | SC Corinthians (11)                          |
| 1940  | SE Palmeiras (8)                             |
| 1941  | SC Corinthians (12)                          |
| 1942  | SE Palmeiras (9)                             |
| 1943  | São Paulo FC (2)                             |
| 1944  | SE Palmeiras (10)                            |
| 1945  | São Paulo FC (3)                             |
| 1946  | São Paulo FC (4)                             |
| 1947  | SE Palmeiras (11)                            |
| 1948  | São Paulo FC (5)                             |
| 1949  | São Paulo FC (6)                             |
| 1950  | SE Palmeiras (12)                            |
| 1951  | SC Corinthians (13)                          |
| 1952  | SC Corinthians (14)                          |
| 1953  | São Paulo FC (7)                             |
| 1954  | SC Corinthians (15)                          |
| 1955  | Santos FC (2)                                |
| 1956  | Santos FC (3)                                |
| 1957  | São Paulo FC (9)                             |
| 1958  | Santos FC (4)                                |
| 1959  | SE Palmeiras (13)                            |
| 1960  | Santos FC (5)                                |
| 1961  | Santos FC (6)                                |
| 1962  | Santos FC (7)                                |
| 1963  | SE Palmeiras (14)                            |
| 1964  | Santos FC (8)                                |
| 1965  | Santos FC (9)                                |
| 1966  | SE Palmeiras (15)                            |
| 1967  | Santos FC (10)                               |
| 1968  | Santos FC (11)                               |
| 1969  | Santos FC (12)                               |
| 1970  | São Paulo FC (10)                            |
| 1971  | São Paulo FC (11)                            |
| 1972  | SE Palmeiras (16)                            |
| 1973  | Santos FC (13) et Portuguesa de Desporto (3) |
| 1974  | SE Palmeiras (17)                            |
| 1975  | São Paulo FC (5)                             |
| 1976  | SE Palmeiras (18)                            |
| 1977  | SC Corinthians (16)                          |
| 1978  | Santos FC (14)                               |
| 1979  | SC Corinthians (17)                          |
| 1980  | São Paulo FC (12)                            |
| 1981  | São Paulo FC (13)                            |
| 1982  | SC Corinthians (18)                          |
| 1983  | SC Corinthians (19)                          |
| 1984  | Santos FC (15)                               |
| 1985  | São Paulo FC (14)                            |
| 1986  | AA Internacional de Limeira (1)              |
| 1987  | São Paulo FC (15)                            |
| 1988  | SC Corinthians (20)                          |
| 1989  | São Paulo FC (16)                            |
| 1990  | CA Bragantino (1)                            |
| 1991  | São Paulo FC (17)                            |
| 1992  | São Paulo FC (18)                            |
| 1993  | SE Palmeiras (19)                            |
| 1994  | SE Palmeiras (20)                            |
| 1995  | SC Corinthians (21)                          |
| 1996  | SE Palmeiras (21)                            |
| 1997  | SC Corinthians (22)                          |
| 1998  | São Paulo FC (19)                            |
| 1999  | SC Corinthians (23)                          |
| 2000  | São Paulo FC (20)                            |
| 2001  | SC Corinthians (24)                          |
| 2002  | Ituano FC (1)                                |
| 2003  | SC Corinthians (25)                          |
| 2004  | AD São Caetano (1)                           |
| 2005  | São Paulo FC (21)                            |
| 2006  | Santos FC (16)                               |
| 2007  | Santos FC (17)                               |
| 2008  | SE Palmeiras (22)                            |
| 2009  | SC Corinthians (26)                          |
| 2010  | Santos FC (18)                               |
| 2011  | Santos FC (19)                               |
| 2012  | Santos FC (20)                               |
| 2013  | SC Corinthians (27)                          |
| 2014  | Ituano FC (2)                                |
| 2015  | Santos FC (21)                               |
| 2016  | Santos FC (22)                               |
| 2017  | SC Corinthians (28)                          |
| 2018  | SC Corinthians (29)                          |
| 2019  | SC Corinthians (30)                          |
| 2020  | SE Palmeiras (23)                            |
| 2021  | São Paulo FC (22)                            |
| 2022  | SE Palmeiras (24)                            |
| 2023  | SE Palmeiras (25)                            |
| 2024  | SE Palmeiras (26)                            |
| 2025  | SC Corinthians (31)                          |

## Bilan
| Club                        | Titres | Années |
| SC Corinthians              | 31     | 1914, 1916, 1922, 1923, 1924, 1928, 1929, 1930, 1937, 1938, 1939, 1941, 1951, 1952, 1954, 1977, 1979, 1982, 1983, 1988, 1995, 1997, 1999, 2001, 2003, 2009, 2013, 2017, 2018, 2019, 2025 |
| SE Palmeiras                | 26     | 1920, 1926, 1926 (extra) 1927, 1932, 1933, 1934, 1936, 1938 (extra) , 1940, 1942, 1944, 1947, 1950, 1959, 1963, 1966, 1972, 1974, 1976, 1993, 1994, 1996, 2008, 2020, 2022, 2023, 2024   |
| Santos FC                   | 22     | 1935, 1955, 1956, 1958, 1960, 1961, 1962, 1964, 1965, 1967, 1968, 1969, 1973, 1978, 1984, 2006, 2007, 2010, 2011, 2012, 2015, 2016                                                       |
| São Paulo FC                | 22     | 1931, 1943, 1945, 1946, 1948, 1949, 1953, 1957, 1970, 1971, 1975, 1980, 1981, 1985, 1987, 1989, 1991, 1992, 1998, 2000, 2002 (Super championnat), 2005, 2021                             |
| Paulistano                  | 11     | 1905, 1908, 1913, 1916, 1917, 1918, 1919, 1921, 1926, 1927, 1929 |
| São Paulo AC                | 4      | 1902, 1903, 1904, 1911 |
| AA Palmeiras                | 3      | 1909, 1910, 1915 |
| Portuguesa de Desportos     | 3      | 1935, 1936, 1973 |
| Americano                   | 2      | 1912, 1913 |
| Germânia                    | 2      | 1906, 1915 |
| Internacional de São Paulo  | 2      | 1907, 1928 |
| São Bento (São Paulo)       | 2      | 1914, 1925 |
| Ituano FC                   | 2      | 2002, 2014 |
| São Paulo da Floresta       | 1      | 1931 |
| CA Albion                   | 1      | 1933 |
| Juventus                    | 1      | 1934 |
| AA Internacional de Limeira | 1      | 1986 |
| CA Bragantino               | 1      | 1990 |
| AD São Caetano              | 1      | 2004 |